# Коханівка (Кременецький район)
Кохані́вка —село в Україні, у Вишнівецькій селищній громаді Кременецького району Тернопільської області. До 2020 адміністративний центр сільської ради, якій були підпорядковані села Гнидава та Діброва. До Коханівки приєднано хутори Гай, Нивка, Середній Горб, Сіножаття. Розташоване в центрі району.
Населення — 272 особи.

## Географія
У селі бере початок річка Безіменна, права притока Горині.

## Історія
Перша писемна згадка — 1628.
Є 2 церкви святої Покрови (19 ст., кам'яна; 1914, мурована).
1 жовтня 1933 року утворено ґміну Колодне Кременецького повіту і село включено до неї.
Жителі села І. та Р. Трац — одні з праведників народів світу
Споруджено пам'ятник 14 воїнам-односельцям, полеглим у німецько-радянській війні(1967).
12 червня 2020 року, відповідно до Розпорядження Кабінету Міністрів України від  № 724-р «Про визначення адміністративних центрів та затвердження територій територіальних громад Тернопільської області», село увійшло до складу Вишнівецької селищної громади.
19 липня 2020 року, в результаті адміністративно-територіальної реформи та ліквідації Збаразького району, село увійшло до складу новоутвореного Кременецького району.

## Соціальна сфера
Діють клуб, бібліотека, ФАП.

## Галерея

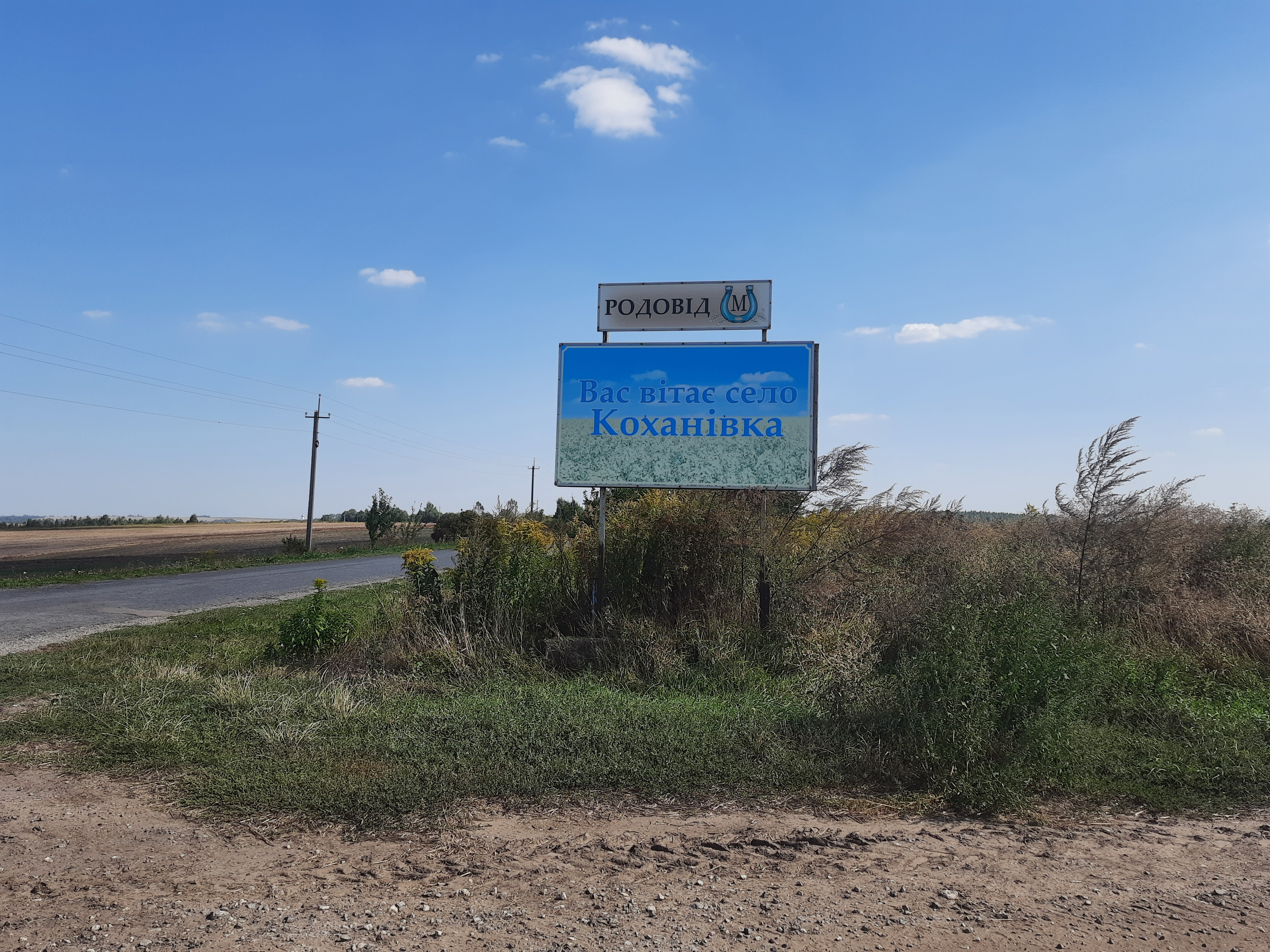
Знак при в'їзді в село
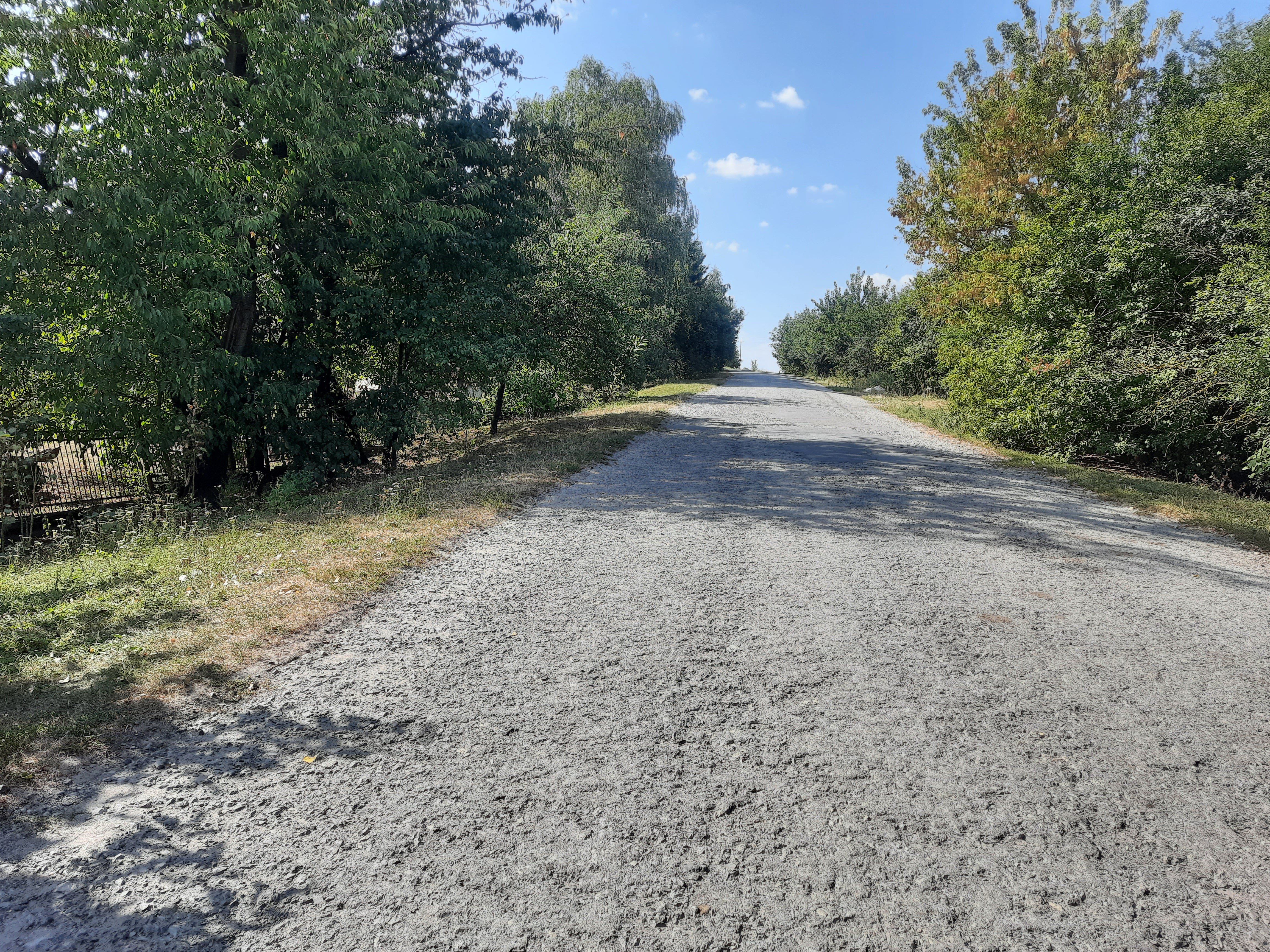
Сільська вулиця
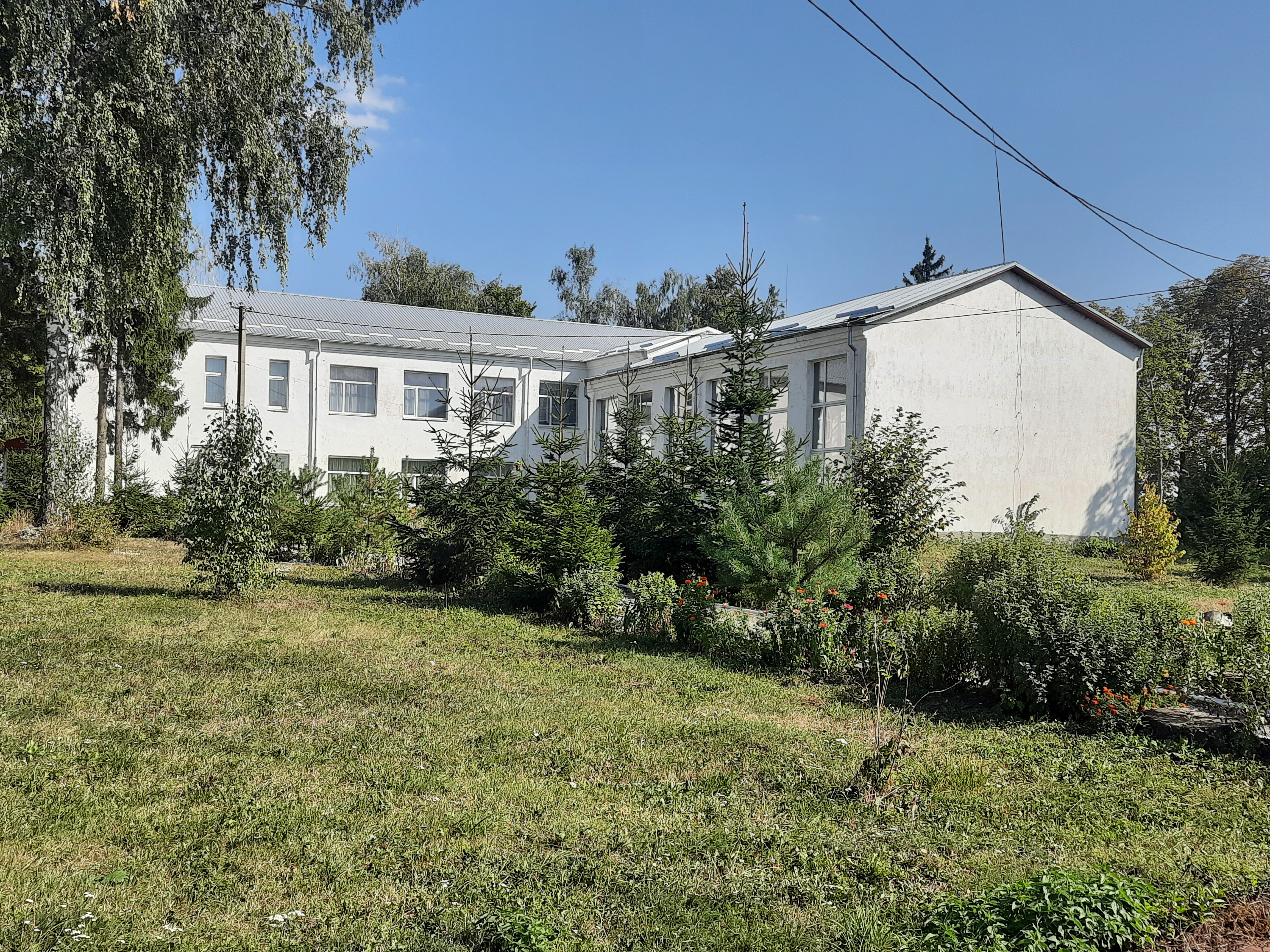
Школа
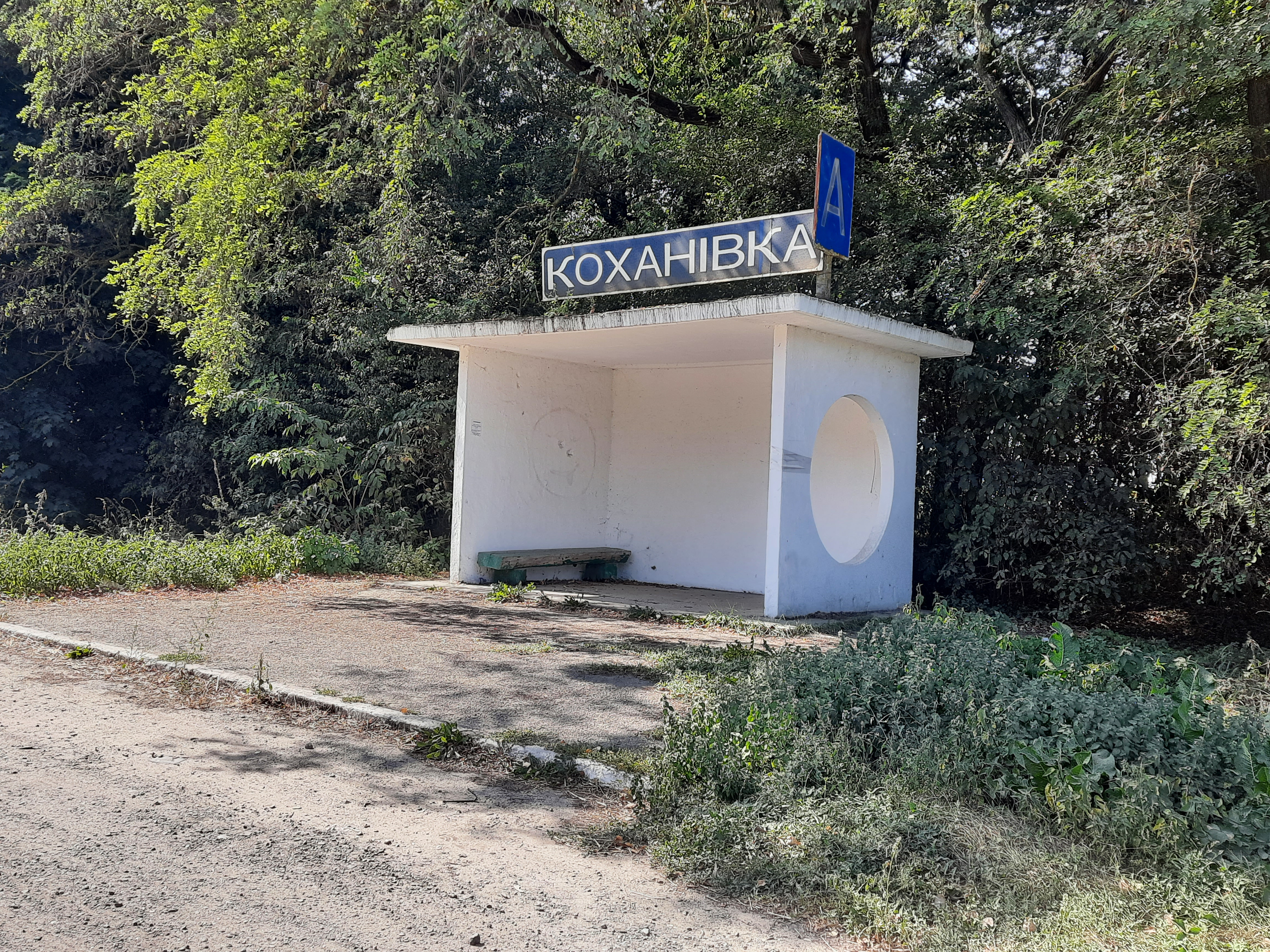
Автобусна зупинка неподалік села